# Seebuch
Ein Seebuch ist eine Publikation mit Informationen, die für die Navigation zur See (Nautik) und die Seeschifffahrt benötigt werden. Dazu zählen unter anderem Seehandbücher, Hafenhandbücher, Segeltörn-Führer, nautische Reiseführer, Gezeitentafeln und Leuchtfeuerverzeichnisse. Seebücher ergänzen die Angaben in Seekarten. Sie werden von den zuständigen Behörden oder von privaten Verlagen herausgegeben.

## Geschichte

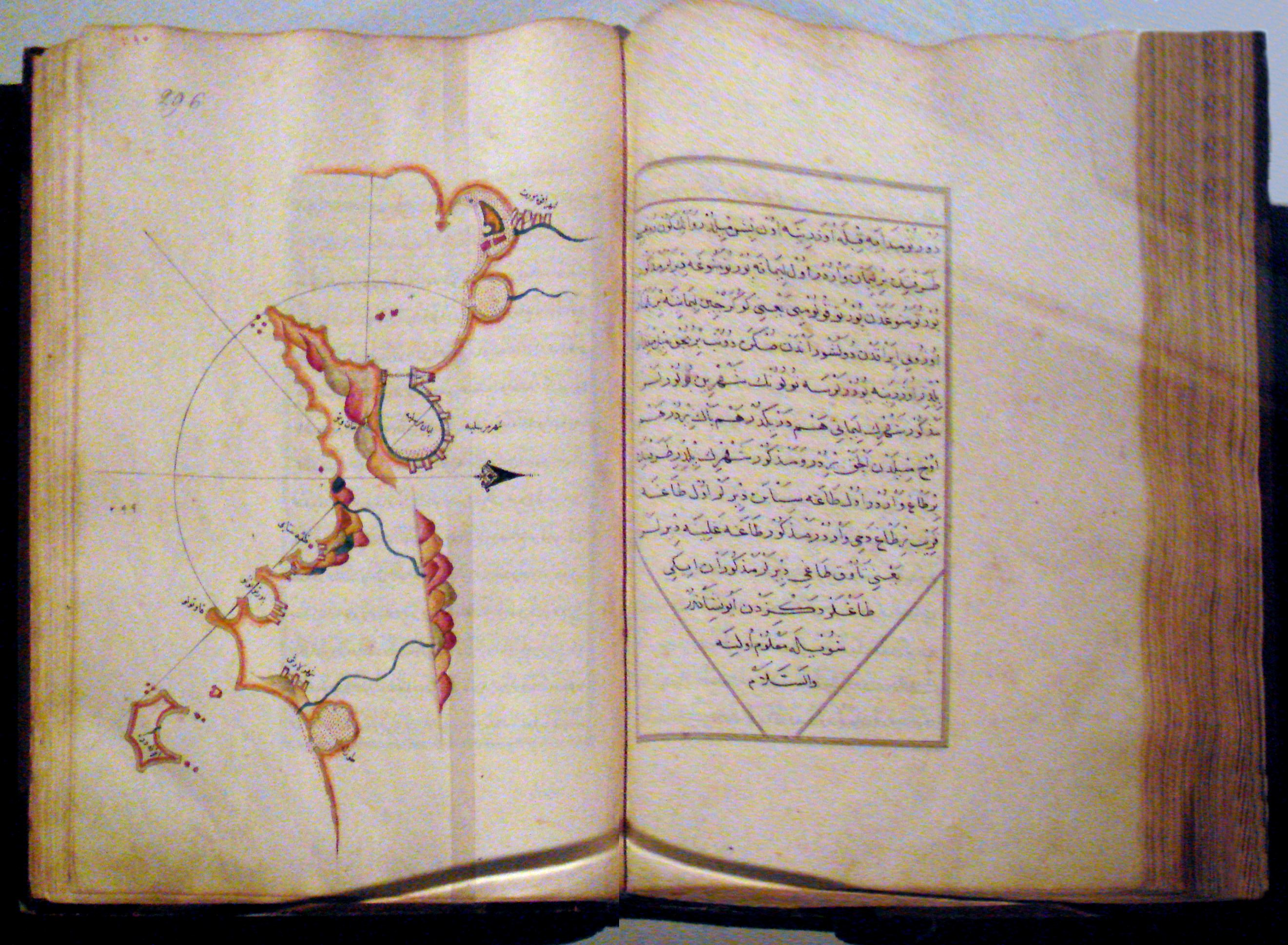
Der Hafen von Marseilles im Kitab-ı Bahriye. Piri Reis verfasste dieses Seebuch zwischen 1511 und 1521.

In der Antike wurden Beschreibungen von Seerouten verfasst, die als Vorläufer der Seebücher gelten können (siehe Periplus).
Seebücher enthalten mehr Angaben als die antiken Seewegbeschreibungen. Die ersten Seebücher waren die Portolane des Mittelmeerraums. Der älteste erhaltene Portolan ist der italienische Compasso da navigare aus dem Jahr 1296, dessen Abfassung anhand textimmanenter Kriterien jedoch rund zwei Generationen früher angesetzt werden kann.
Die Niederschrift der ältesten erhaltenen nordwesteuropäischen Segelanweisung, des sog. niederdeutschen Seebuches, lässt sich auf das Jahr 1470 datieren. Es handelt sich um eine Kompilation von Texten verschiedener Provenienz und Datierung, deren früheste sich aufgrund interner Indizien auf bis zu eineinhalb Jahrhunderte früher datieren lassen, mithin auf die erste Hälfte des 14. Jahrhunderts.
Zwischen 1502/1510 erschien in Rouen das erste nordeuropäische gedruckte derartige Werk, der Routier de la mer, der von erheblichem Einfluss auf den von 1520 bis 1643 in zahlreichen Auflagen verbreiteten Grand routier et pilotage des Pierre Garcie war. Der Routier de la mer erschien 1528 als Rutter of the Sea auch in englischer Übersetzung durch Robert Copland. 1541 gab Richard Proude im Inselreich den New Rutter of the Sea for the North Partes heraus.
Im Niederländischen werden die Werke, deren Titel meist mit der Eingangsformel „Dit is de Kaerte van …“ beginnen, als leeskaert und später nach der Einführung von Seekarten als paskaert bezeichnet. Die erste Kaert vander Zee erschien 1532 im Druck.
Im 16. Jahrhundert kamen Abbildungen einfacher Art hinzu, die sogenannten Vertonungen.
Der Bukanier Bartolomew Sharp erbeutete bei einer Kaperfahrt 1680/81 im Südpazifik das Schiff Rosario samt einem spanischen Seebuch, das die Küstenlinie in ihrer natürlichen Farbgebung zeigt. Das Werk befindet sich heute in der Naval Library des britischen Verteidigungsministeriums.

## Offizielle Seebücher in Deutschland
In Deutschland gibt das Bundesamt für Seeschifffahrt und Hydrographie (BSH) als zuständige Behörde diverse Seebücher heraus. Dazu zählen beispielsweise folgende Publikationen:
- Funkdienst für die Klein- und Sportschifffahrt
- Gezeitentafeln
- Handbuch für Brücke und Kartenhaus
- Handbuch Nautischer Funkdienst
- Internationales Signalbuch
- Seeschifffahrtsstraßen-Ordnung

Einzelne Angaben in Seebüchern können schnell veralten, sowohl aufgrund natürlicher Einflüsse als auch durch Aktivitäten des Menschen (z. B. neue Vorschriften). Seebücher müssen deshalb ebenso wie Seekarten laufend aktualisiert werden. Das BSH publiziert wöchentlich die Nachrichten für Seefahrer mit Berichtigungen zu den eigenen Seekarten und Seebüchern.